# John Gay
John Gay (n. 30 iunie 1685, Barnstaple, Devon, Regatul Angliei – d. 4 decembrie 1732, Londra, Regatul Marii Britanii) a fost un dramaturg, fabulist, poet și scriitor englez din perioada Iluminismului.

## Privire generală
Este cunoscut mai ales pentru piesa The Beggar's Opera ("Opera cerșetorului"), apărută în 1728, prin care a inaugurat genul dramatic al operei baladești.
De asemenea, Gay a influențat dezvoltarea fabulei în  perioada iluministă.

## Scrieri
- 1714: Săptămâna păstorului ("The Shepherd's Week")
- 1716: Trivia sau arta de a hoinări pe străzile Londrei ("Trivia, or the Art of Walking the Streets of London")
- 1727/1738: Fabule ("Fables")
- 1728: Opera cerșetorului ("The Beggar's Oper"), capodopera sa, inspirată din lumea interlopă, parodie a teatrului sentimental și a operei italiene
- 1729: Polly
- 1733: Acis și Galathea ("Acis and Galathea")